# زلزال ألبانيا 2019

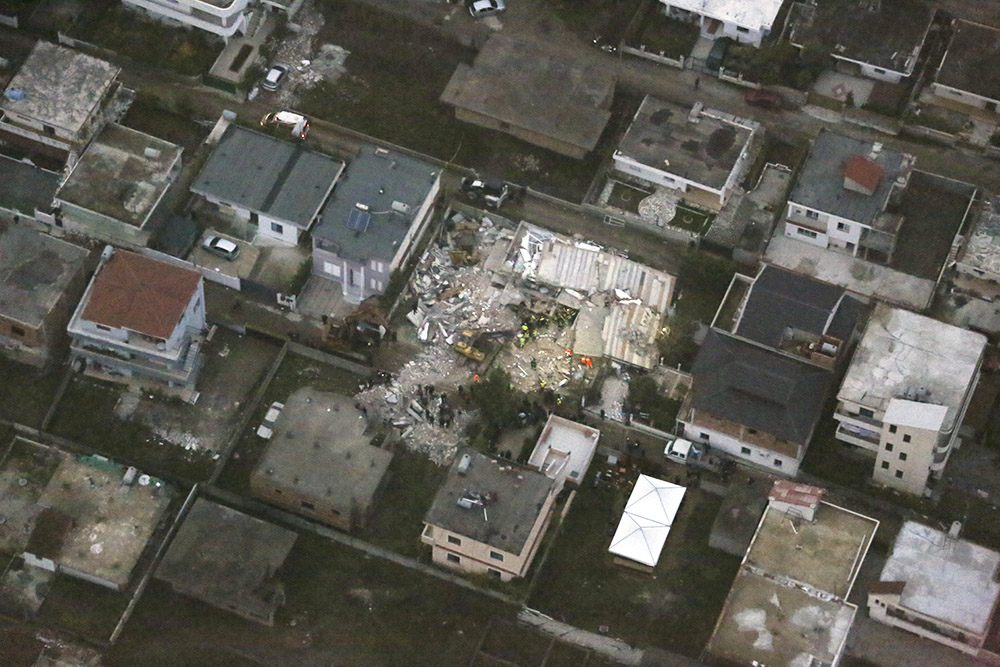
مشهد لمجموعة من البيوت والمساكن المهدمة بسبب الزلزال

زلزال ألبانيا هو زلزال ضرب شمال غرب ألبانيا، ولقد بلغت قوته 6.4 درجة بمركز بؤري على بعد 12 كيلومترًا (7.5 ميل) غرب جنوب غرب ماموراس، في الساعة 03:54 بتوقيت وسط أوروبا (UTC + 1) في 26 نوفمبر 2019. وصل تأثير الهزة إلى عاصمة ألبانيا تيرانا، وفي أماكن بعيدة مثل تارانتو وبلجراد، والتي تبعد حوالي 370 كم (230 ميل) شمال شرق مركز الزلزال. ولقد قُتل حوالي 51 شخصًا في الزلزال، وأصيب 3000 بجروح وإصابات عدة، وهو أقوى زلزال يضرب ألبانيا منذ أكثر من 40 عامًا، حيث سقط عدد من المباني غرب العاصمة الألبانية.

## الأضرار والخسائر
أدى الزلزال إلى وفاة 51 شخصاً، وإصابة نحو 3000 آخرين بجروح، وكانت الأضرار فادحة في مدينة دوريس الساحلية الكبيرة وقرية كودر تومان، التي تقع بالقرب من مركز الزلزال. حيث انهارت المباني ومنها فندقان وعمارتان سكنيتان في دوريس. وتحطمت أربعة مبان وانهارت، بما في ذلك مبنى سكني مكون من خمسة طوابق في كودر تومان. وجاءت فرق الإنقاذ التي تضم معدات متخصصة وكلاب بوليسية وإمدادات طارئة إلى ألبانيا من الدول المجاورة والدول الأوروبية الأخرى، للمساعدة في جهود البحث وتوفير المأوى للأشخاص الذين أصبحوا بلا مأوى. وقد قضى الكثير من المشردين في كودر تومان بضعة ليال في الخيام، ورفضوا الإقامة في الفنادق على البحر الأدرياتيكي. وتمكنت القوات الخاصة بالبحث عن الأشخاص المفقودين من إنقاذ 45 شخصًا من تحت الأنقاض ما زالوا على قيد الحياة. ووفقًا للمعلومات الرسمية فقد قُتل 50 شخصًا، 24 في دوريس، و24 في تومان، وواحد في كوربين وواحد في ليجو. كانت بعض الهزات الارتدادية كبيرة للغاية، جعلت من الصعب على فرق البحث والإنقاذ العمل والبحث عن المفقودين، وتوقفت عمليات البحث عن الناجين يوم السبت 30 نوفمبر بأمر من رئيس وزراء الدولة.

## معرض صور

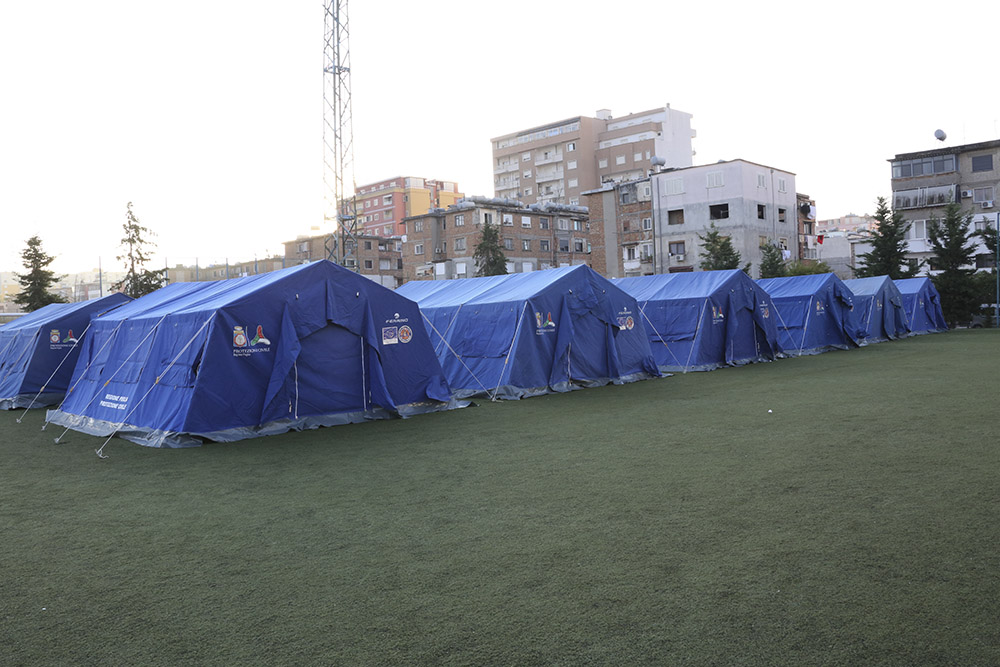
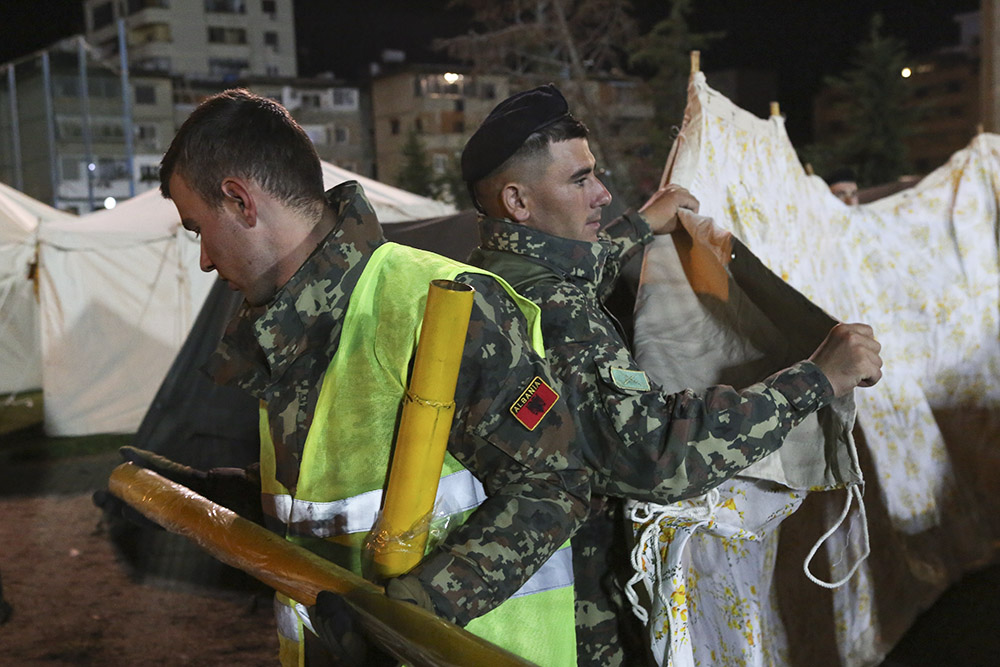
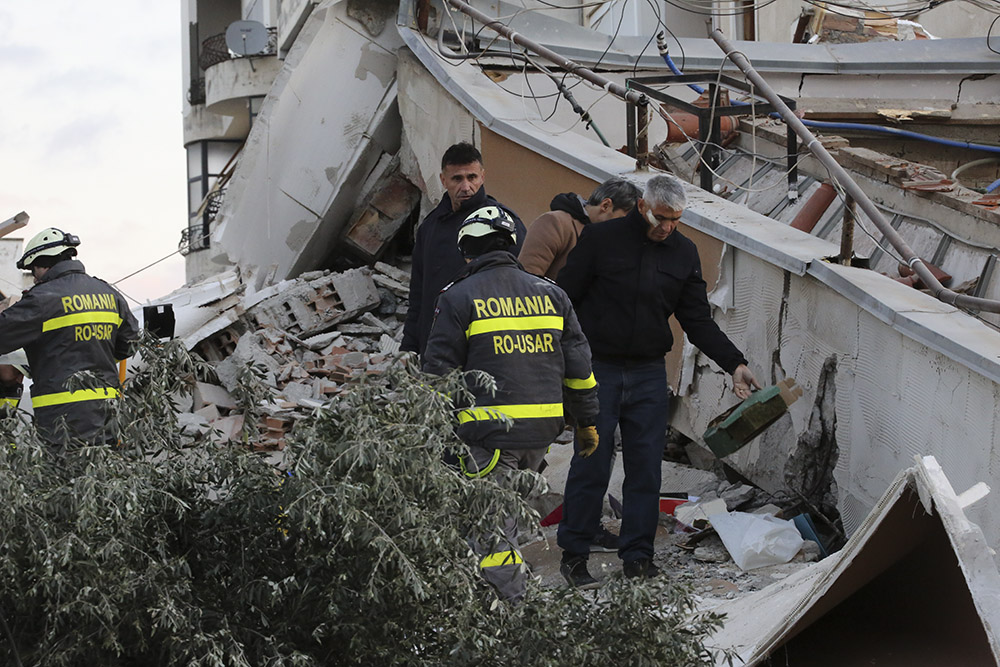
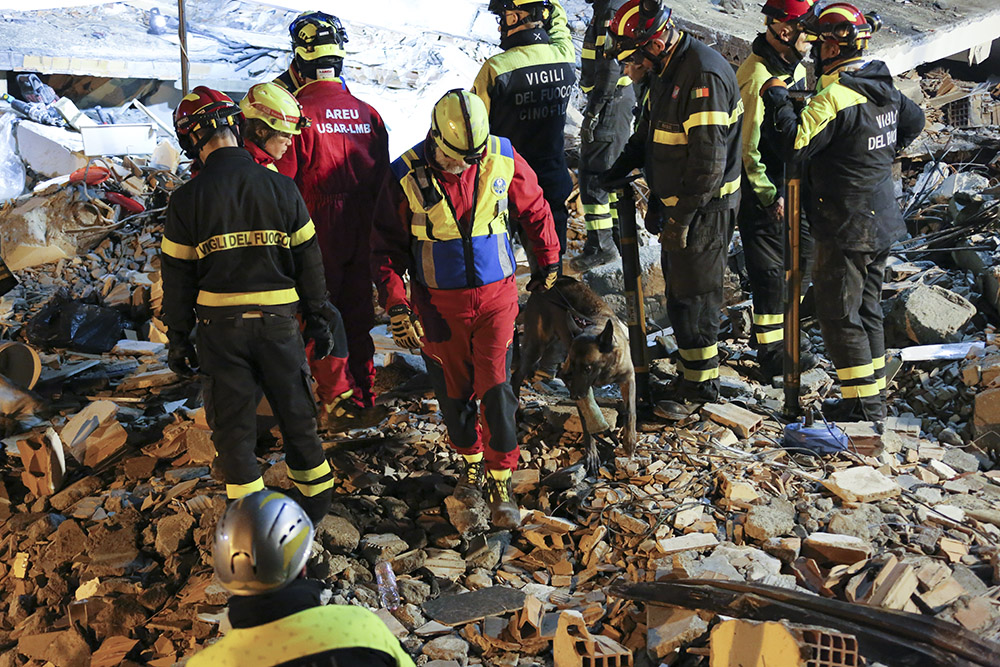
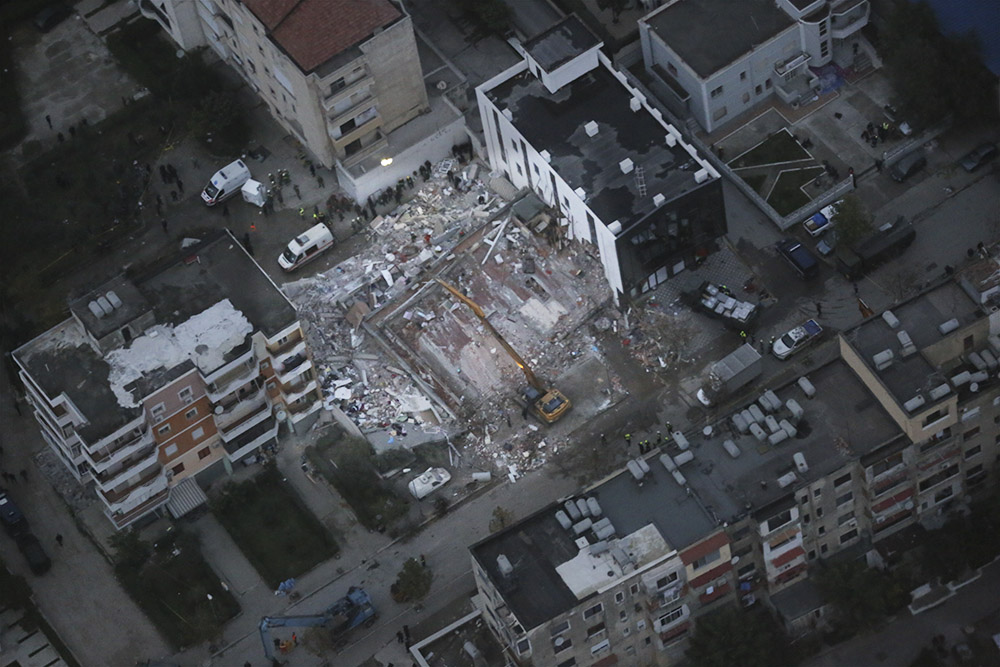
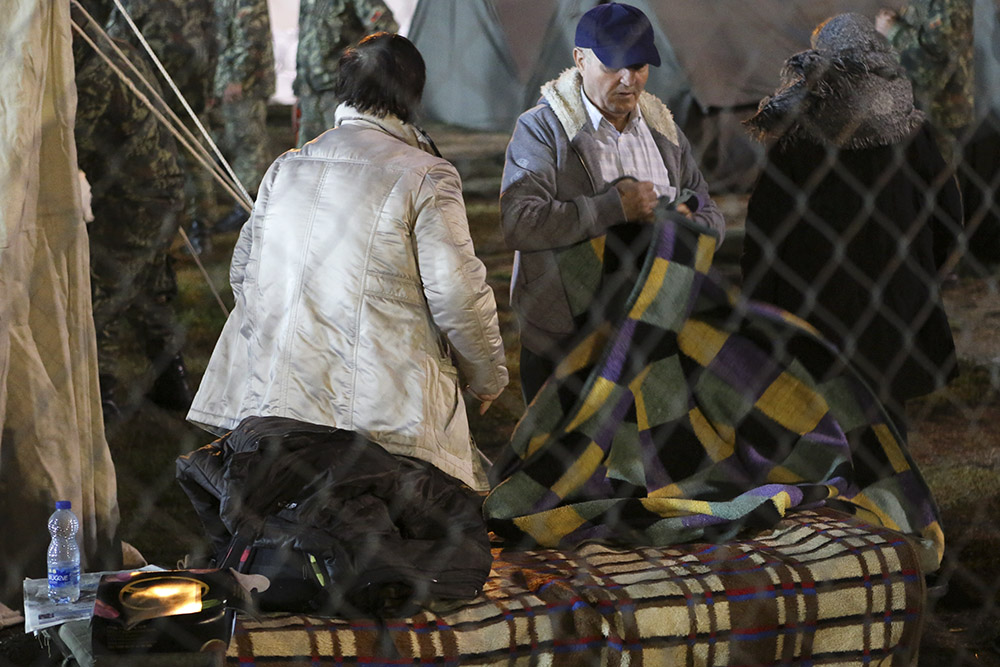